# Marriott International
Marriott International, Inc. ist ein börsennotiertes US-amerikanisches Hotelunternehmen mit Sitz in Bethesda, Maryland, das mehrere Hotelketten betreibt, konzessioniert und lizenziert, darunter Hotels, Wohnimmobilien und Timesharing-Immobilien. Das Unternehmen wurde 1957 von John Willard Marriott und seiner Frau Alice (geb. Sheets) gegründet. Seit der Übernahme von Starwood (2016) ist Marriott die weltweit größte Hotelkette.

## Geschichte

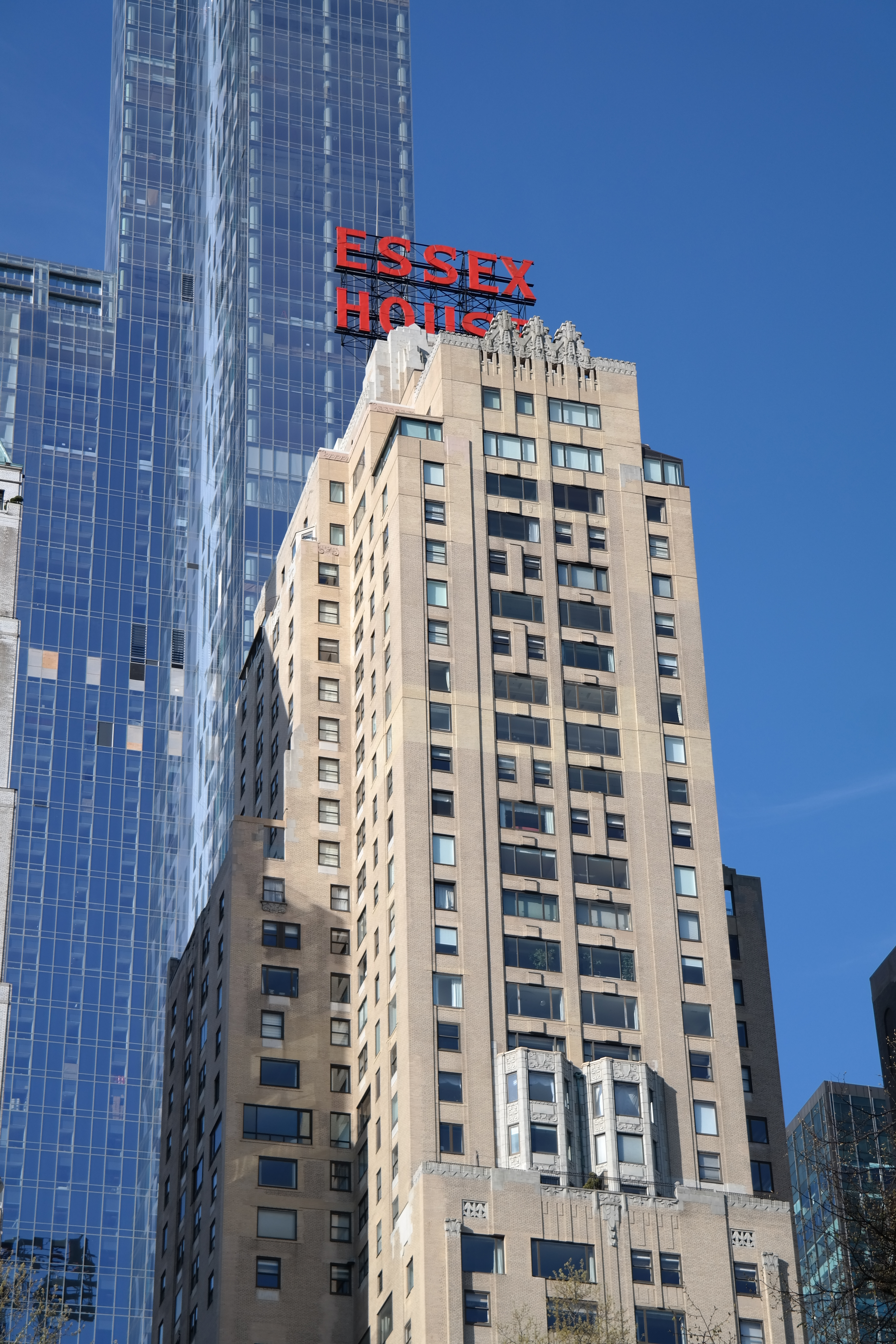
Das Essex House in New York City zählte bereits von 1969 bis 1985 zu den Hotels des Konzerns. Bevor Marriott ab 2013 wieder die Verwaltung übernahm, waren die Japan Airlines und die Dubai Holding unter seinen Besitzern.

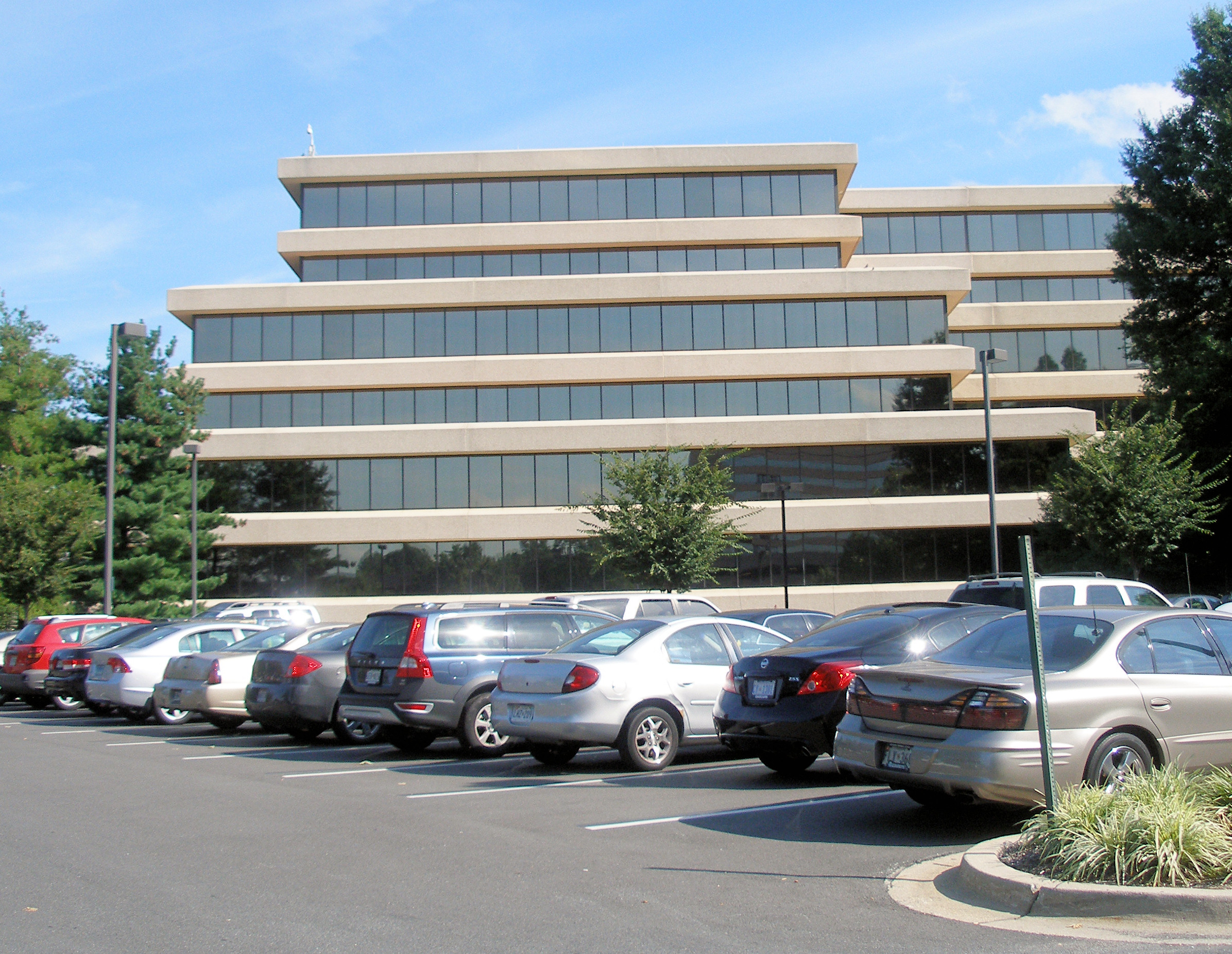
Zentrale der Marriott International in Maryland

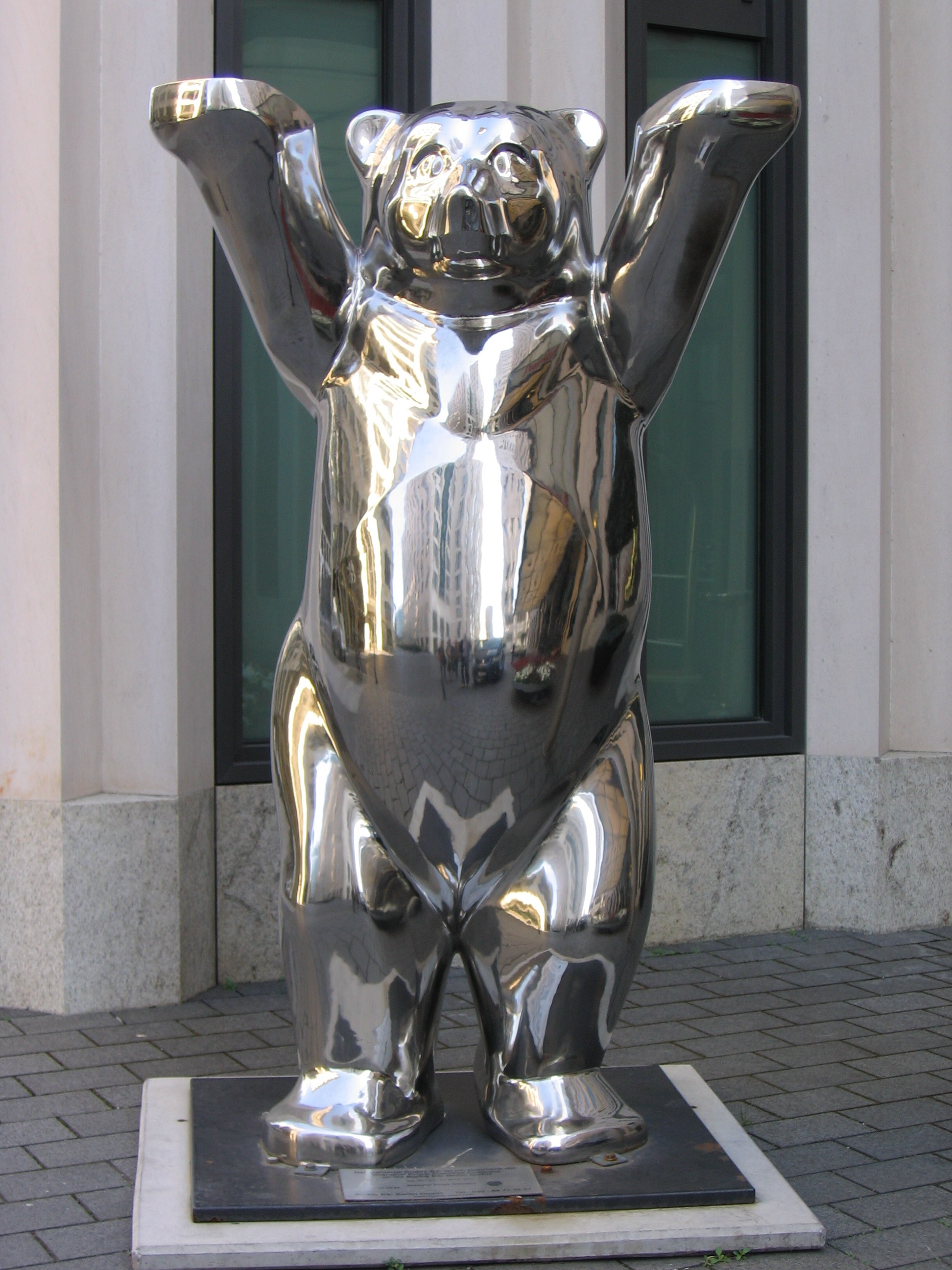
Edelstahl-Buddy Bär vor Marriott-Hotel in Berlin

### Erste Jahre
Im Jahr 1927 sicherten sich die frisch verheirateten Eheleute Alice und John Willard Marriott das exklusive A&W-Franchiserecht für die US-Bundesstaaten Washington, D.C. und Baltimore sowie Richmond. Wie viele junge Leute verließen die Marriotts ihre Farm in Utah, um in der Hauptstadt ihr Glück zu versuchen. Gemeinsam mit Hugh Colton eröffneten das Paar in der belebten 14. Straße  einen Root-Beer-Stand mit neun Sitzplätzen. Nachdem Colton ein Jahr später nach Utah zurückkehrte, eröffneten die beiden weitere Geschäfte an anderen Standorten.
Die Neuigkeiten über Tamales, Chili con Carne und Bar-B-Q sprachen sich schnell herum und veranlassten einen Freund zu der Frage, was es mit dem neuen hot menu des Shoppes auf sich habe. Damit war der Name Hot-Shoppes geboren. Er expandierte, indem er das In-Flight-Catering am alten Washington Hoover Flughafen übernahm und diverse Cafeterien im Regierungsbezirk belieferte.

### 1950er bis 1990er
Um das rasche Wachstum finanzieren zu können, ging das Unternehmen 1953 an die Börse und verkaufte innerhalb von nur zwei Stunden alle verfügbaren Aktien. 1957 wurde die Hotelsparte des Unternehmens gegründet; das Twin Bridges Motor Hotel, ein 365-Zimmer-Haus in Arlington wurde eröffnet. Das Paar übertrug dem Sohn Bill die Leitung der neuen Sparte. Die Gäste meldeten sich an einem Schalter vom Auto aus an und wurden dann – immer noch im Auto – vom Fahrradpagen zum Zimmer geleitet.
Mitte der 1970er Jahre schloss die Marriott Corporation ihre ersten Management-Verträge ab; eröffnete ihr erstes europäisches Hotel in Amsterdam und zwei Great-America Unterhaltungsparks. 1977, im 50. Jahr seiner Unternehmensgeschichte erzielte Marriott zum ersten Mal einen Umsatz von einer Milliarde Dollar.
Im Jahr 1993 wurde die Marriott Corporation in zwei Unternehmen aufgeteilt; neben der Marriott International Inc. entstand die Host Marriott Corporation. Mitte der 1990er setzte Marriott sein Wachstum fort und eröffnete 1995 in Hawaii sein 1000. Hotel. Außerdem übernahm das Unternehmen die Luxuskette Ritz-Carlton und die Renaissance Hotel-Gruppe. Franchising wurde wichtiger: Mehrere neue Marken wurden gekauft oder selbst etabliert.

### Entwicklung seit 2000

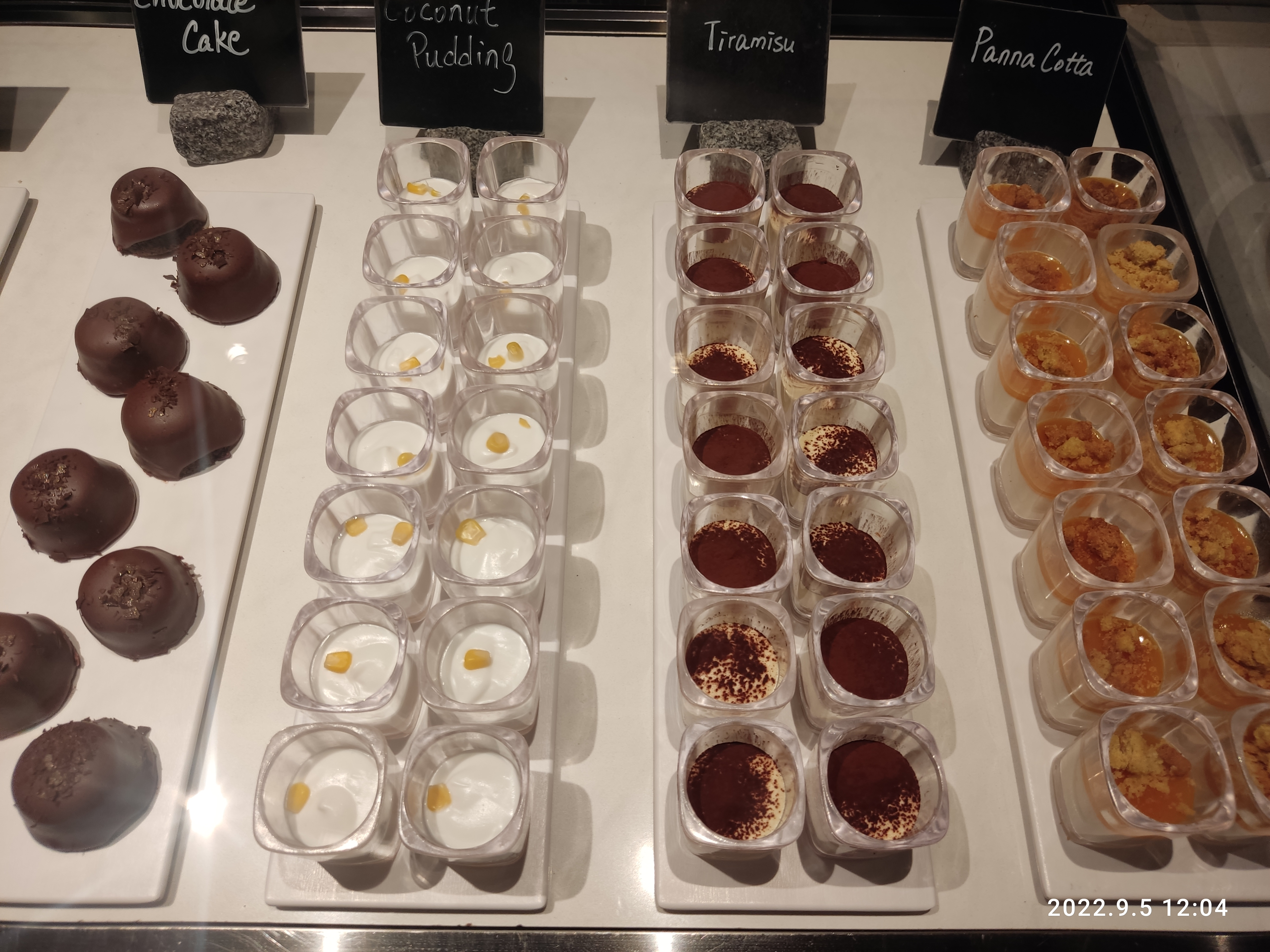
Süßspeisen auf dem Kaffeebuffet, Pacific Place, Hongkong (2022)

Im April 2000 eröffnete Marriott das 2000. Hotel in Tampa. Die Eröffnung fand nur zehn Tage nach dem Tod der Unternehmensmitbegründerin Alice Marriott statt, die im Alter von 92 Jahren starb. Ein wirtschaftlicher Abschwung und die Terroranschläge am 11. September 2001 (bei denen auch das Marriott World Trade Center zerstört wurde) warfen die gesamte Reise- und Hotelindustrie in eine Rezession.
Als allgemein respektierter Sprecher der Hotelindustrie setzte sich Bill Marriott mit dem Weißen Haus in Verbindung, um Präsident Bush zur Teilnahme an einer Werbekampagne für den Tourismus zu bewegen. Am 7. Januar 2002 feierte das New York Marriott Financial Center Hotel seine Wiedereröffnung. Kurz danach, am 29. desselben Monats öffnete das neue Ritz Carlton Battery Park seine Pforten – beide Hotels liegen in Lower Manhattan.
Im Jahr 2002 erhob die CTF Hotel Holdings Inc, ein Unternehmen, das im Besitz eines von Marriott verwalteten Hotels in Hongkong ist, Klage gegen Marriott und behauptete, Marriott sei an Erpressung und Bestechung beteiligt. Gemäß diesen Behauptungen erhielt Marriott Dienstleistungen von der Firma Moloy, die als Auftragnehmer für die Erbringung von audiovisuellen Dienstleistungen diente und eine doppelte Buchhaltung führte, wobei Marriott einen überhöhten Betrag an Moloy zahlte und die Differenz in Höhe von 1,7 Millionen Dollar einsteckte. Dieses Geld musste Marriott an CTF Hotel zurückzahlen. Außerdem warf das CTF Hotel Marriott vor, von anderen Lieferanten Bestechungsgelder erhalten zu haben.
Im Jahr 2003 klagte der Eigentümer der von Marriott betriebenen Town Hotels gegen Marriott wegen Vertragsbruch, Verletzung der Treuepflicht, Fahrlässigkeit und Betrug und behauptete, Marriott habe gegen das Gesetz des Bundesstaates West Virginia verstoßen, da es zusammen mit der Avendra-Hotelkette Verträge mit Lieferanten abgeschlossen und dann von diesen „Sponsoring-Gebühren“ für die Erbringung von Dienstleistungen für das Town Hotels-Hotel erhalten habe, während es Marriott laut Vertrag untersagt war, über die Managementgebühr hinaus von diesem Vertrag zu profitieren.
Ende 2004 verkaufte Marriott International die Marke Ramada International und alle Rechte an Cendant, dem nordamerikanischen Rechteinhaber der Marke Ramada und somit alleinigem Eigentümer.
Zu den Besonderheiten der Hotelgruppe gehört es, dass in den Hotels neben der Hotelbibel das Buch Mormon ausgelegt wird, was auf die Zugehörigkeit der Gründer zur Kirche Jesu Christi der Heiligen der Letzten Tage zurückgeht.
Am 20. September 2008 wurde ein Bombenanschlag auf das Marriott-Hotel in Islamabad verübt. Dabei starben mindestens 60 Personen und mehr als 200 wurden verletzt. Schon 2003 hatte es einen Anschlag auf das Marriott-Hotel in Jakarta gegeben, bei dem zwölf Menschen starben. Im Juli 2009 gab es wieder einen Anschlag auf das Marriott-Hotel in Jakarta, sowie das Ritz-Carlton in Jakarta, welches ebenfalls zu Marriott International gehört.
Das Bonusprogramm von Marriott heißt Marriott Bonvoy. Die gesammelten Punkte können neben Prämien u. a. gegen Meilen von Lufthansa Miles & More oder Punkte bei Payback eingetauscht werden.
Im Februar 2012 kündigt die Marriott-Gruppe die Eröffnung des welthöchsten Hotels mit 335 Metern Höhe in Dubai an. Das JW Marriott Marquis Hotel Dubai wurde am 27. Februar 2013 eröffnet.
2013 verklagten die Eigentümer des Hotels Madison 92nd Street Associates LLC, die mit Marriott einen Vertrag über die Verwaltung des Hotels abgeschlossen hatten, Marriott auf 400 Millionen Dollar und behaupteten, Marriott habe mit der Arbeitergewerkschaft manipuliert. Angeblich habe Marriott eine unerlaubte Vereinbarung mit der Gewerkschaft getroffen, damit sich die Beschäftigten in dem Madison-Hotel gewerkschaftlich organisieren konnten und im Gegenzug in den Flaggschiff-Hotels von Marriott nicht gewerkschaftlich organisiert werden konnten.
Durch Akquisition der südafrikanischen Hotelgruppe Protea Hospitality Group am 1. April 2014 wurde Marriott International zur größten Hotelgruppe auf dem afrikanischen Kontinent.
Im November 2015 gab Marriott International eine Vereinbarung zur Übernahme von Starwood bekannt. Der im September 2016 abgeschlossene Zusammenschluss lässt die größte Hotelgruppe der Welt entstehen.

## Größe und Belegschaft

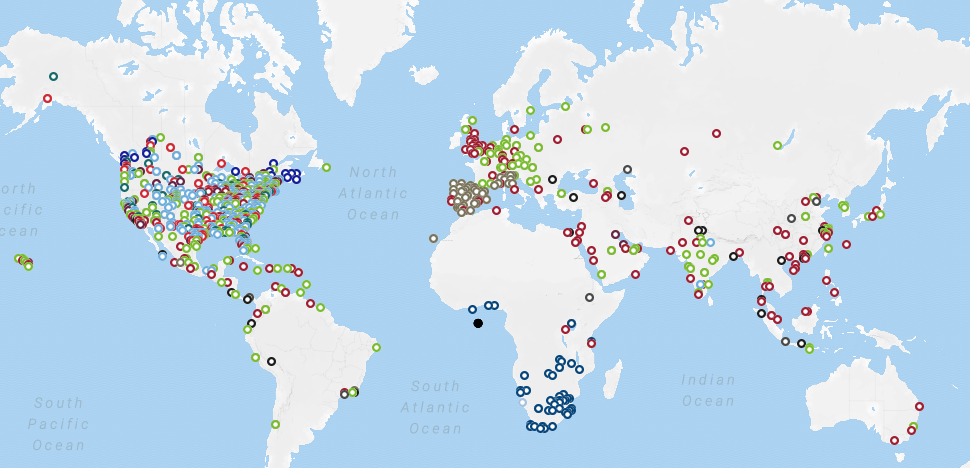
Alle Marriott International Hotels

Zu Marriott gehören 30 Marken, die sich mit unterschiedlichen Konzepten an eine Reihe von Zielgruppen wendeten. Die Gruppe expandiert nach wie vor; während sie im Jahr 2017 noch angab, 6.080 Hotels und Resorts mit 1.200.000 Hotelzimmern in 122 Ländern weltweit zu betreiben, waren es 2024 bereits 8.800 Hotels mit über 1,5 Millionen Zimmern. Von den insgesamt 411.000 Beschäftigten waren 2023 etwa 148.000 vom US-amerikanischen Hotelunternehmen angestellt, während die jeweiligen Hotels Verträge mit 263.000 weiteren Beschäftigte abgeschlossen hatten.
Auf der US-amerikanischen Bewertungsplattform Glassdoor bewerten Beschäftigte das Unternehmen mit 4,0 von 5 Sternen – wobei der Durchschnittswert im Gastgewerbe bei 3,6 Sternen liegt. Auch bei der deutschsprachigen Bewertungsplattform Kununu liegt die Zufriedenheit der Beschäftigten mit 3,9 von 5 Sternen und einer Weiterempfehlungsrate von 70 Prozent oberhalb des Durchschnitts. Innerhalb der Einzelsparten wurden Gehalt und Sozialleistungen mit 3,1 Sternen am schlechtesten bewertet, während die Zufriedenheit im Umgang mit den Beschäftigten den höchsten Wert erreichte (4,2 Sterne). Die Ergebnisse basieren aus der Auswertung von 458 Bewertungen zwischen 2007 und 2024.

## Kritik und Klagen

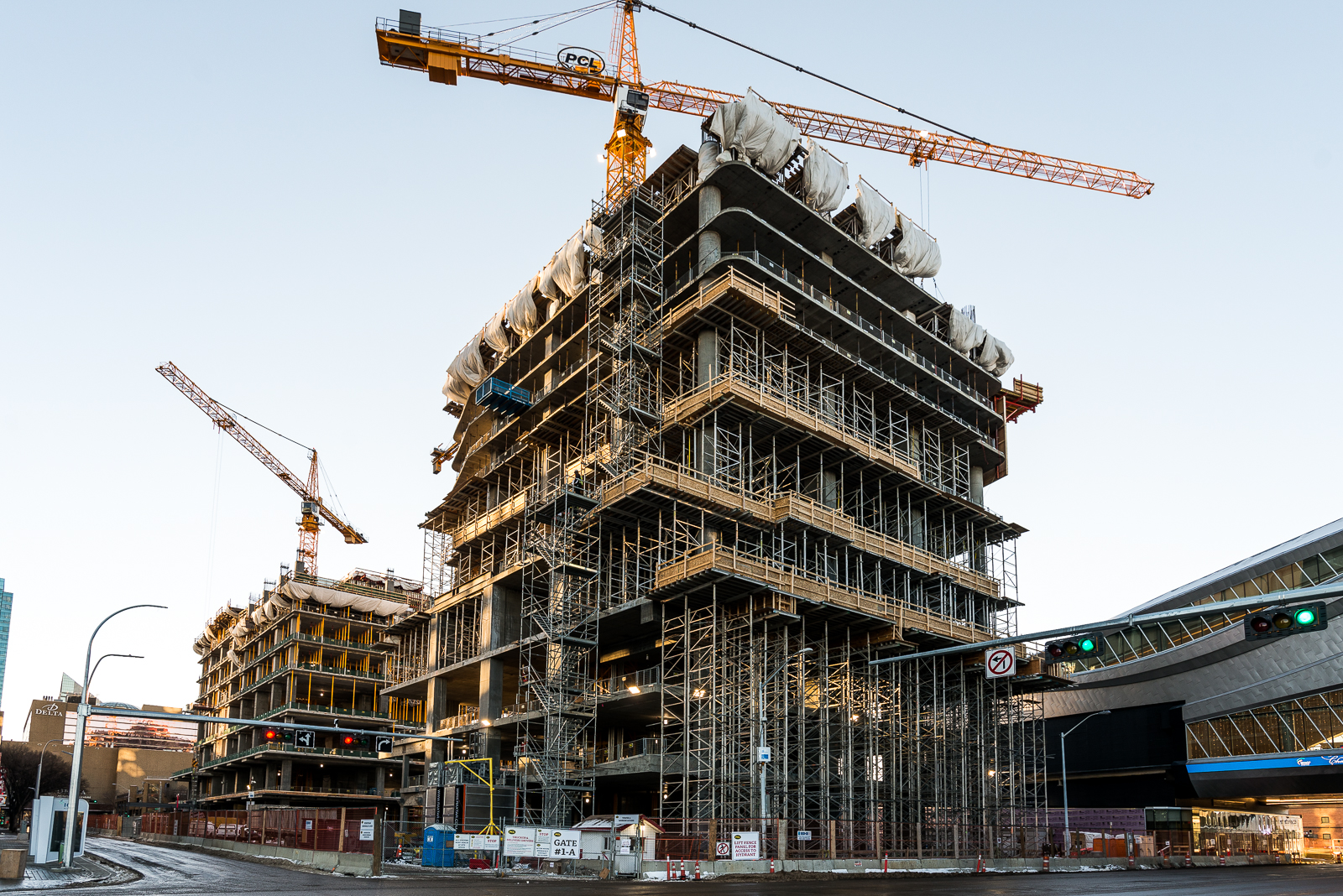
Baumaßnahmen am Marriott im kanadischen Edmonton, 2017

Im Oktober 2007 wurde Marriott International gemeinsam mit anderen internationalen Hotelketten „für das Sammeln und zentrale Speichern höchstpersönlicher Informationen über ihre Gäste ohne deren Wissen“ mit dem Negativpreis Big Brother Award in der Kategorie Verbraucherschutz ausgezeichnet.

### Gerichtliche Auseinandersetzungen

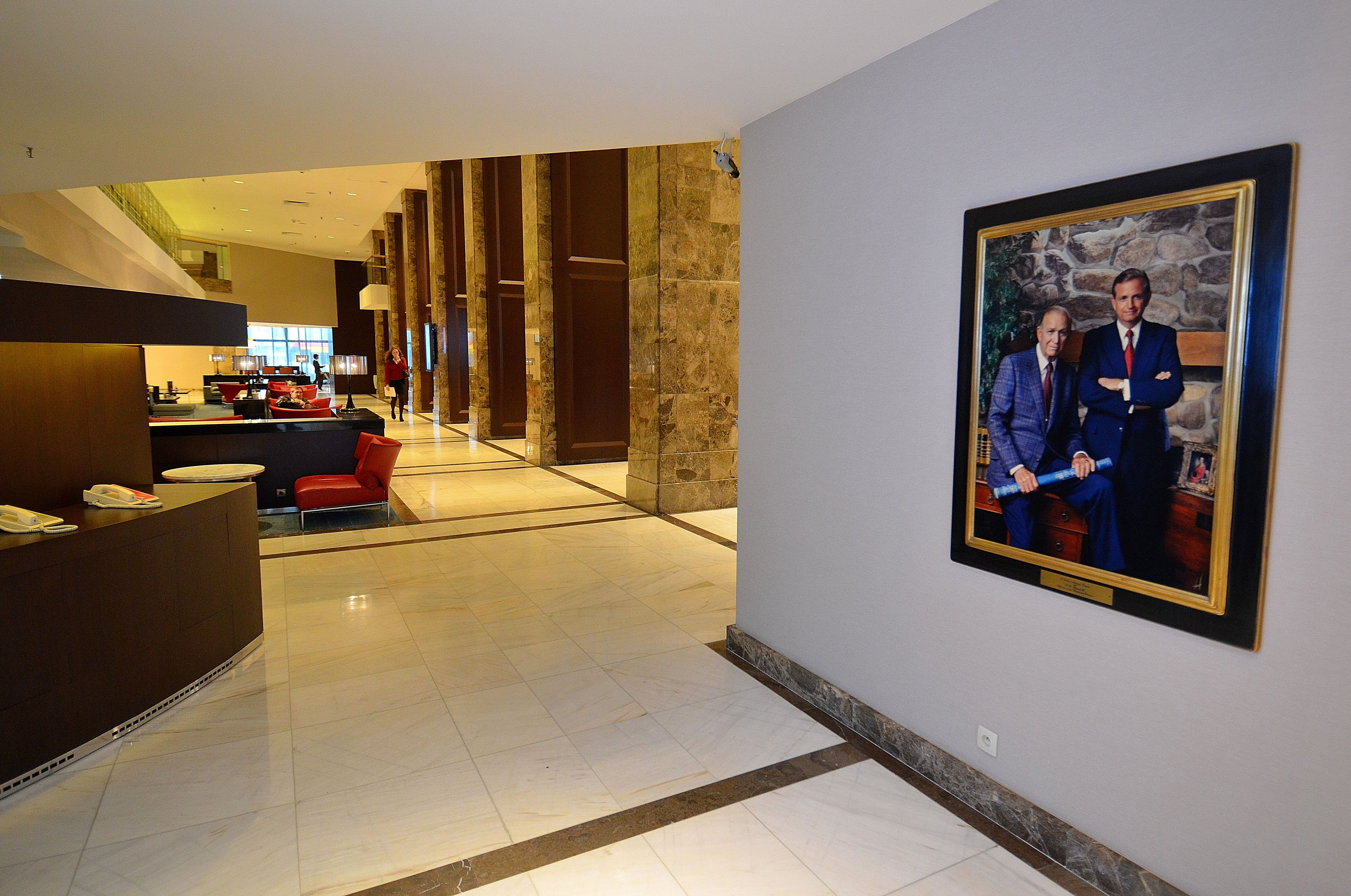
Foto des Gründers und seines Sohnes in der Hotellobby in Warschau, 2012

In den Jahren 2019 und 2020 sah sich Marriott mit Sammelklagen und Untersuchungen der Börsenaufsichtsbehörde (SEC) und der Datenschutzbehörde (ICO) konfrontiert, weil das Unternehmen gegen die Allgemeine Datenschutzverordnung (GDPR) und die Verpflichtung zum Schutz der persönlichen Daten von Hotelgästen verstoßen hat. Marriott wurde sowohl in den USA als auch in Großbritannien zu einer Geldstrafe verurteilt.
Im Jahr 2020 klagte ein ehemaliger Marriott-Mitarbeiter in New York gegen Marriott wegen Ausbeutung von Mitarbeitern. Der Angestellte behauptete, dass Marriott würde 18 % Serviceaufschlag von den Gästen verlangen. Er gab an, dass es sich dabei um eine Zahlung an Kellner, Barkeeper, Ballsaalarbeiter und Server handeln sollte, welche vom Marriott jedoch nicht an den angeblichen Empfänger weitergeleitet wurde, eingesteckt worden sei.
In den Jahren 2019 und 2021 sah sich Marriott in den USA mit einer Untersuchung und einer Sammelklage konfrontiert, weil das Unternehmen „Resort-Gebühren“ verlangte, die nicht im Zimmerpreis enthalten waren, obwohl die Leistungen für die „Resort-Gebühren“ vage und zweifelhaft waren. Dieses Verfahren ist in weiten Teilen der Welt verboten und wird als „Drip Pricing“ bezeichnet.
Von 2002 bis 2023 war Marriott in eine Reihe von Streitigkeiten mit den Eigentümern der von ihm verwalteten Hotels in Hongkong, den USA und Thailand verwickelt, die Marriott unlauteres Verhalten vorwarfen.
2022 klagte ein thailändischer Hoteleigentümer, MINT, gegen Marriott mit der Behauptung, Marriott habe das MINT-Hotel in diskriminierender, bösgläubiger Weise geführt und Konkurrenten bevorzugt, nachdem Marriott anderen Häusern 60 % mehr Zimmer angeboten hatte als dem Mint-Hotel, wodurch den Eigentümern des Mint-Hotels große Verluste entstanden waren.
Im Jahr 2023 wurde eine strafrechtliche Untersuchung gegen Marriott in Polen eingeleitet, in der dem Unternehmen vorgeworfen wurde, in betrügerischer und unredlicher Weise gegenüber der Firma Lim, dem Eigentümer des Hotels in Warschau, während der Covid-Zeit gehandelt zu haben. Marriott unterließ es, das Hotel instand zu halten, so dass die Kosten für die Instandhaltung des leeren Hotels auf die Firma Lim übergingen, und gleichzeitig hinderte Marriott die Firma Lim daran, das Hotel an den Nationalen Krankenhausfonds, für die Unterbringung von Ärzten oder für Werbegeschäfte zu vermieten, solange die Firma Lim nicht die ihr nicht zustehenden Boni an Marriott zahlte.

### Datenleck bei der Marriott-Tochter Starwood (ab 2014)
Im Dezember 2018 wurde bekannt, dass sich Unbekannte zwischen 2014 und Mitte September 2018 Zugang zu einer Datenbank der Marriott-Tochter Starwood verschafften und Daten entwendeten. Betroffen sind unter anderem Hotels der Marken Sheraton, Westin und Le Méridien. Das Datenleck betrifft 500 Millionen Gäste von über 6.000 Hotels in über 120 Ländern. Kompromittiert wurden u. a. auch besonders sensible personenbezogene Daten, wie Namen, Mailadressen, Geburtsdaten, Passnummern, Kontoinformationen und Kreditkartennummern mit Ablaufdatum.

## Marken

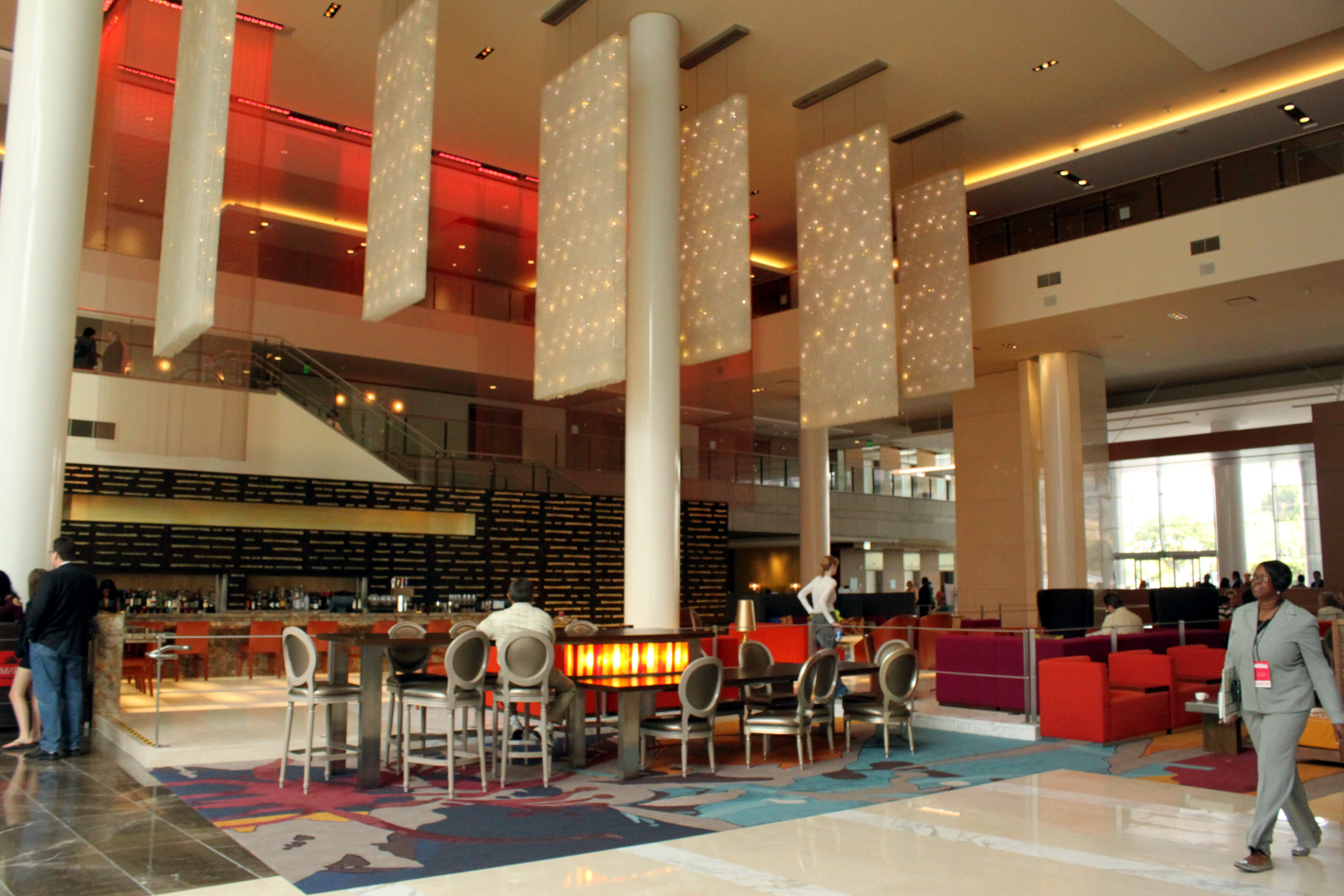
Lobby des 2010 eröffneten Marriott in Los Angeles

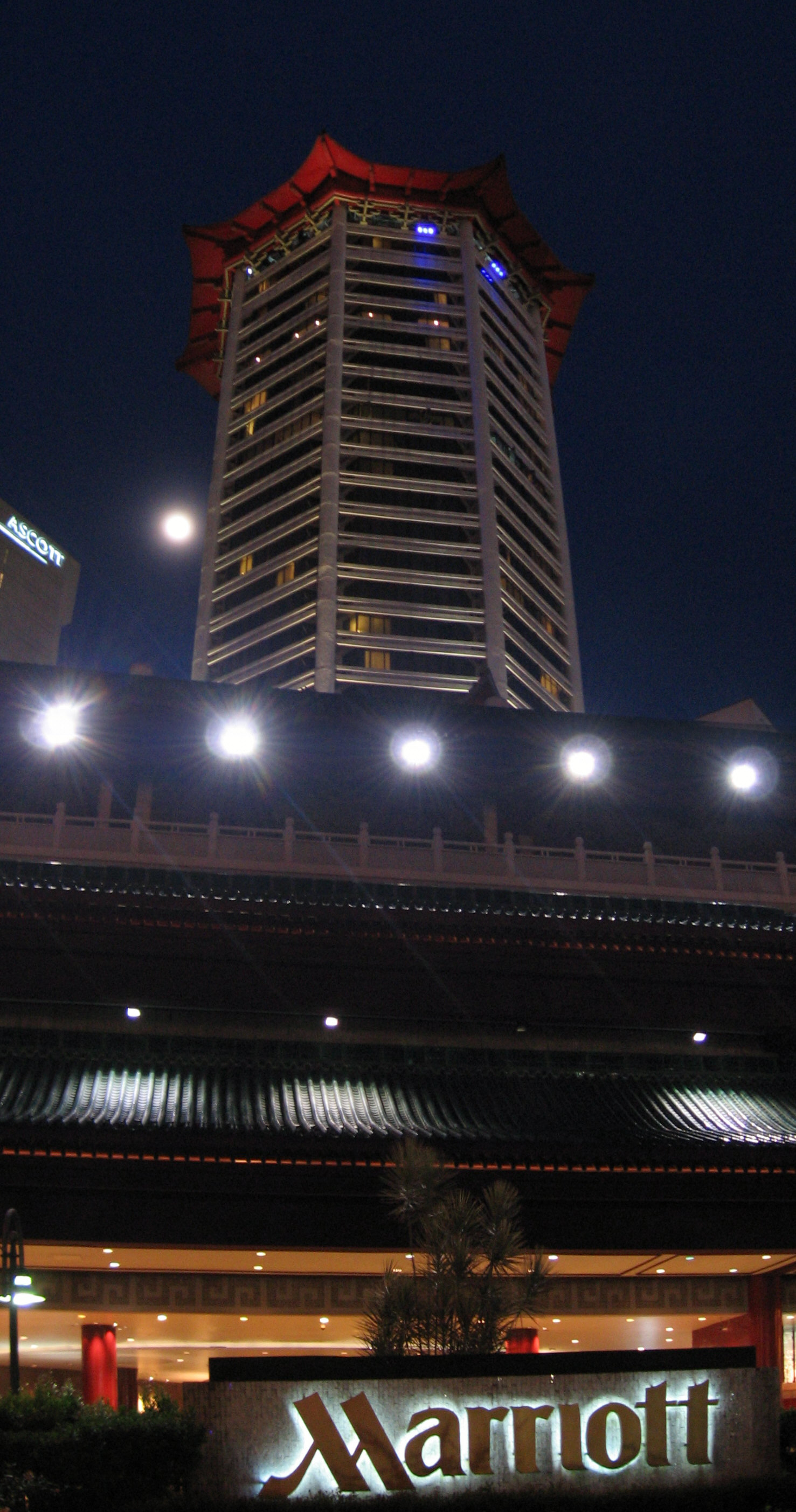
Marriott in Singapur

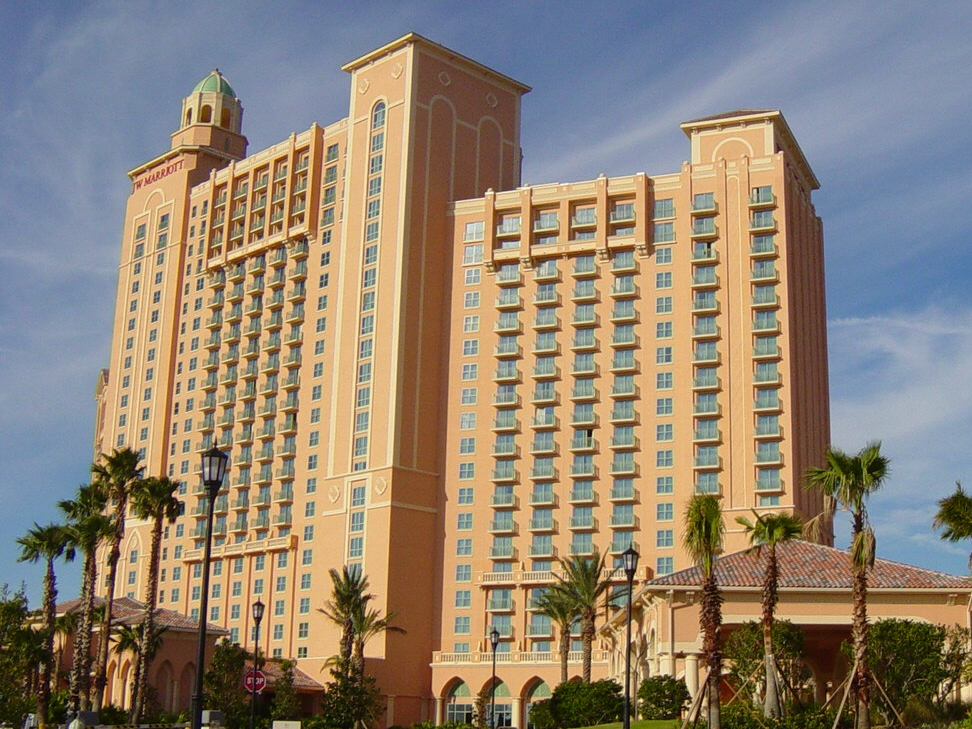
JW Marriott in Orlando

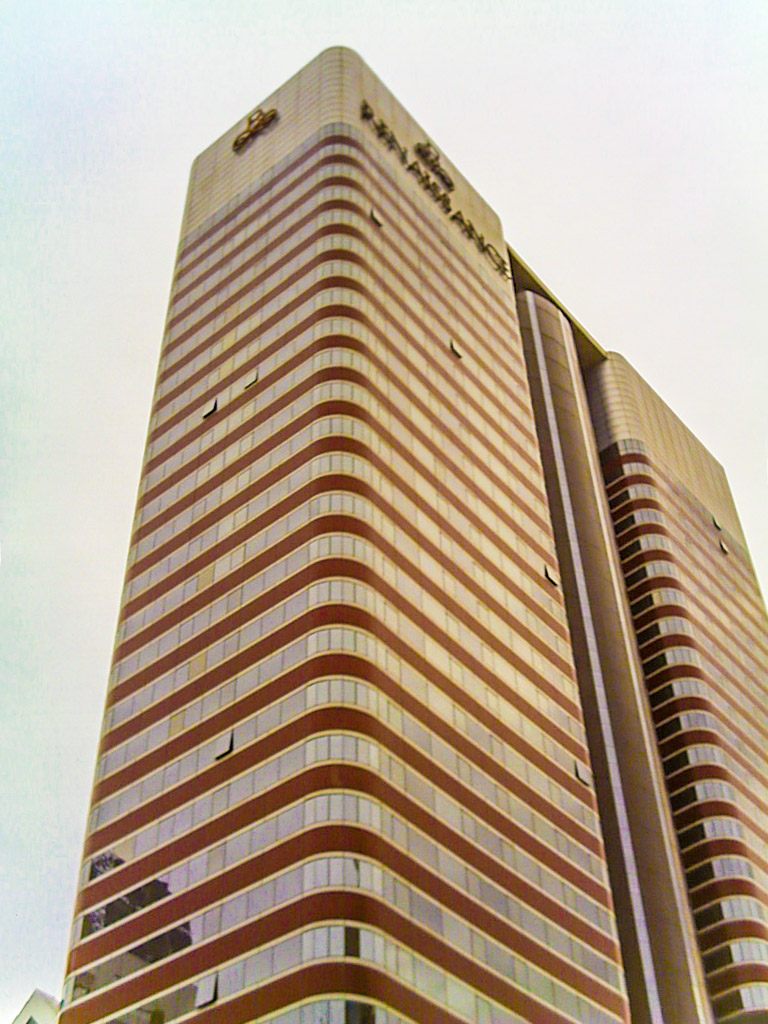
Renaissance Hotel in São Paulo

### Luxus Klassisch
- JW Marriott Hotels
- The Ritz-Carlton
- St. Regis

### Luxus Lifestyle
- Bulgari Hotels & Resorts
- Edition Hotels
- The Luxury Collection
- W Hotels
- Autograph Collection

### Premium Klassisch
- Delta Hotels
- Marriott
- Marriott Vacation Club (MVC)
- Sheraton

### Premium Lifestyle
- Design Hotels
- Gaylord Hotels
- Le Méridien
- Renaissance Hotels
- Tribute Portfolio
- Westin

### Select Klassisch
- Courtyard by Marriott
- Fairfield Inn by Marriott
- Four Points by Sheraton
- Protea Hotels by Marriott
- SpringHill Suites by Marriott

### Select Lifestyle
- AC Hotels
- Aloft Hotels
- Moxy Hotels

### Längere Aufenthalte Klassisch
- Marriott Executive Apartments
- Residence Inn by Marriott
- TownePlace Suites by Marriott

### Längere Aufenthalte Lifestyle
- Element by Westin